# Embassy WF01

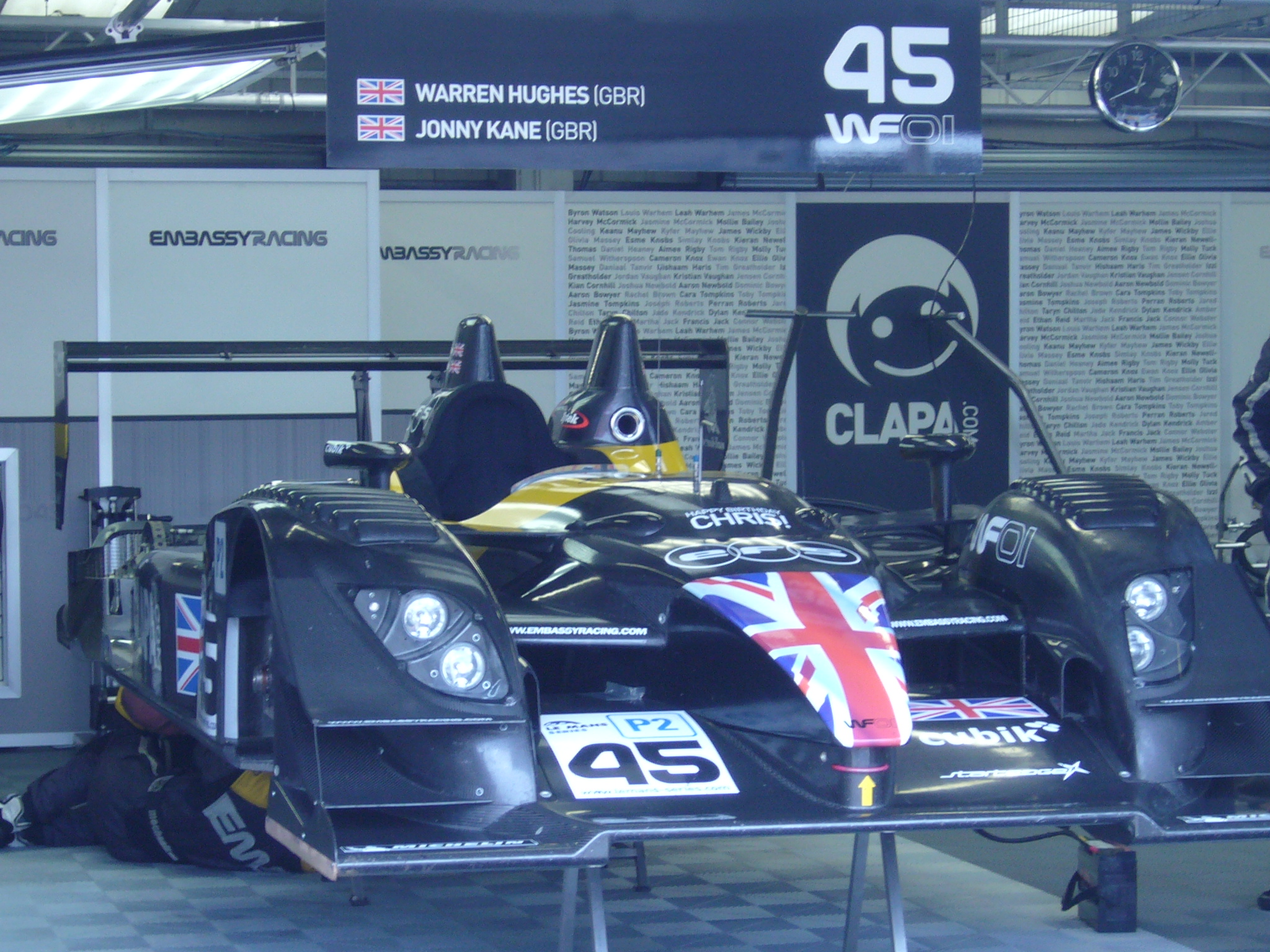
Embassy WF01 beim 1000-km-Rennen von Silverstone 2008

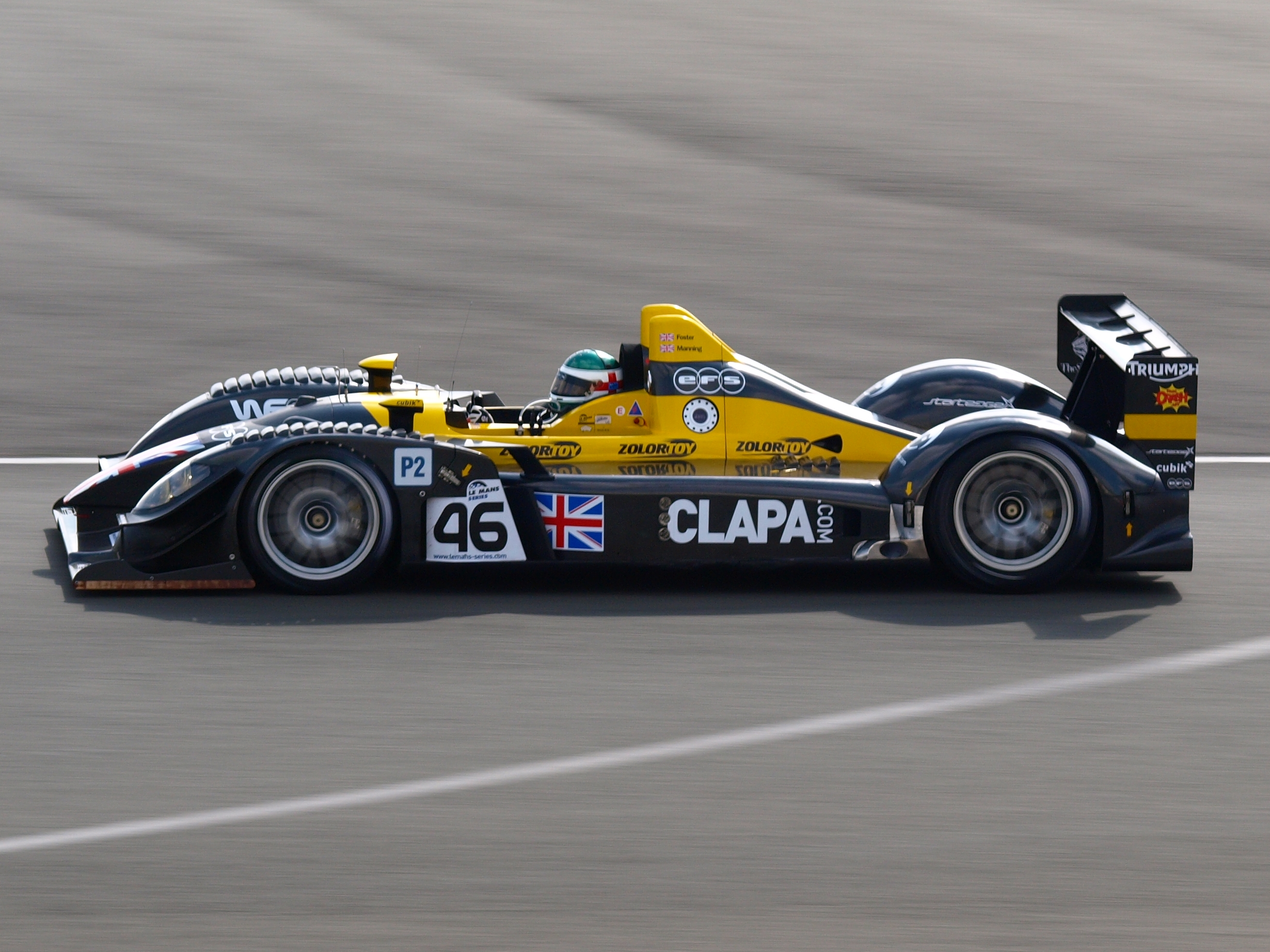
Darren Manning im WF01 beim selben Rennen

Der Embassy WF01 ist ein von Embassy Racing in Großbritannien entwickelter Le-Mans-Prototyp der Klasse LMP2. Der Wagen debütierte 2008 in der Le Mans Series und war auch bei den 24 Stunden von Le Mans am Start. Nach der Saison 2008 stellte Embassy alle Renngeschäfte aufgrund der Wirtschaftslage ein.

## Renneinsätze
Embassy Racing setzte 2008 zwei WR01 in der Le Mans Series ein. Als Fahrer wurden neben Warren Hughes, Jonny Kane und Joey Foster über die Saison hinweg weitere Einzelstarter eingesetzt. Das erfolgreichste Rennen waren die 1000 km auf dem Nürburgring, wo nicht nur beide Prototypen ins Ziel kamen, sondern auch mit Platz elf (Vierter in der LMP2) und 14 (Siebter LMP2) ein solides Ergebnis verzeichnet werden konnte. In Le Mans fiel der Wagen mit der Fahrerbesatzung Hughes/Kane/Foster nach 213 gefahrenen Runden nach einem technischen Defekt aus.

## Technik
Das Chassis wurde von Peter Elleray entworfen. Dieser war auch für das Design des Radical SR9 verantwortlich. So erbte der WF01 einige Teile vom SR9. Darüber hinaus setzte Embassy schon 2007 einen SR9 in der LMS ein. Ausgerüstet wurden beide gebauten Fahrzeuge mit einem 3,4-Liter-V8-Aggregat, dem Zytek ZG348 und Michelin Reifen.

## Chassis
| Nr. | Jahr | Team           | Motor | Rennserie     |
| --- | ---- | -------------- | ----- | ------------- |
| 01  | 2008 | Embassy Racing | Zytek | LMS           |
| 02  | 2008 | Embassy Racing | Zytek | LMS & Le Mans |